# 坪地镇
坪地镇，是中华人民共和国贵州省黔东南苗族侗族自治州天柱县下辖的一个乡镇级行政单位。

## 行政区划
坪地镇下辖以下地区：
青溪村、兆寨村、牛头山村、暗沟村、便桃村、麦溪村、开发村、高车村、石更村、那纳村、桥龙村、凸屯村、八界村、平么村、云洞村、阳寨村、桂袍村和桂脚村。